# Kościół św. Wojciecha w Kowali-Stępocinie
Kościół Świętego Wojciecha – rzymskokatolicki kościół parafialny należący do dekanatu Radom-Południe diecezji radomskiej.

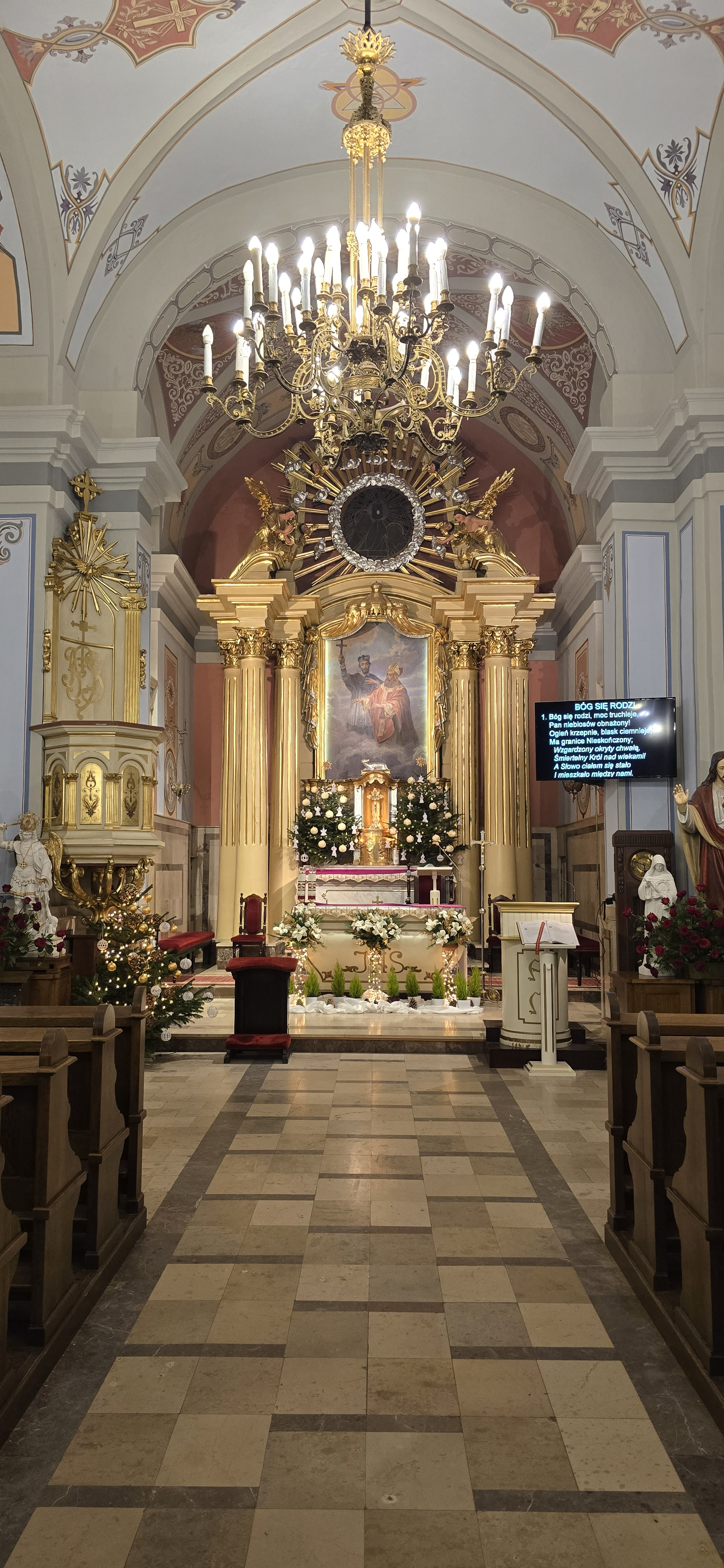
Wnętrze świątyni

Inicjatorem budowy świątyni był Jan Nepomucen Rogowski, właściciel Kowali-Stępociny od 1784 roku. Śmierć nie pozwoliła mu na dokończenie prac budowlanych, ale zbożne dzieło było kontynuowane przez córkę Eleonorę z Rogowskich Jasińską, razem z mężem Janem Nepomucenem Jasińskim. Świątynia konsekrowana w 1806 roku, otrzymała wezwanie św. Wojciecha oraz św. Jana Nepomucena, dla upamiętnienia fundatora. Trzynawowe wnętrze kościoła robi wrażenie dzięki swemu bogactwu. Sklepienie jest podparte dziesięcioma potężnymi filarami. Nad skarbczykiem i zakrystią są umieszczone loże. W górnej części ołtarza głównego znajduje się witraż przedstawiający Jezusa podczas ostatniej wieczerzy. Obraz w ołtarzu głównym przedstawia św. Jana Nepomucena – kapłana i męczennika – oraz św. Wojciecha – biskupa i męczennika. Z lewej i prawej strony ołtarza głównego wmurowane są nagrobki z inskrypcjami oraz herbami znanych i zasłużonych dla Kowali-Stępociny obywateli. Świątynia posiada również płyty z epitafiami Jana Rogowskiego i jego małżonki. Najcenniejszym zabytkiem kościoła jest barokowa chrzcielnica z pokrywą. Zabytkowe organy wykonane z 1924 roku zostały poddane konserwacji.